# Jack Kelsey
Alfred John „Jack“ Kelsey (* 19. November 1929 in Llansamlet, Wales; † 18. März 1992) war ein walisischer Fußballtorhüter.

## Leben und Karriere
Der Torhüter begann seine Karriere beim walisischen Fußballklub Winch Wen. 1949 wurde Kelsey vom FC Arsenal unter Vertrag genommen. Nach zwei Jahren bei der Reservemannschaft gab der Waliser sein Debüt gegen Charlton Athletic im Februar 1951. Nach einem weiteren Jahr in der zweiten Mannschaft wurde er erster Torhüter der Gunners. Seine größten Erfolge war der Meistertitel 1953 mit dem FC Arsenal und die Einberufungen in die London XI für das Finale des Messestädtepokal und für das britische Fußballnationalteam gegen Irland. International spielte Kelsey 41 Mal für das walisische Nationalteam. Kelsey spielte bei der Fußball-Weltmeisterschaft 1958 in Schweden. Mit Wales schied der Torhüter erst im Viertelfinale gegen den späteren Weltmeister Brasilien durch ein Tor von Pelé aus. Insgesamt spielte der Waliser 352 Mal für den FC Arsenal. 1962 beendete er seine Karriere nach einer schweren Handverletzung, die er sich beim Freundschaftsspiel Wales gegen Brasilien zuzog. Nach seiner aktiven Karriere arbeitete er beim FC Arsenal als Werbemanager. Jack Kelsey starb 1992 im Alter von 62 Jahren.

## Erfolge
- Teilnahme an der Fußball-WM 1958 in Schweden
- 1 × englischer Meister mit dem FC Arsenal 1953

| Personendaten    | Personendaten                     |
| ---------------- | --------------------------------- |
| NAME             | Kelsey, Jack                      |
| ALTERNATIVNAMEN  | Kelsey, Alfred John (Geburtsname) |
| KURZBESCHREIBUNG | walisischer Fußballspieler        |
| GEBURTSDATUM     | 19. November 1929                 |
| GEBURTSORT       | Llansamlet, Wales                 |
| STERBEDATUM      | 18. März 1992                     |